# 中央編譯出版社

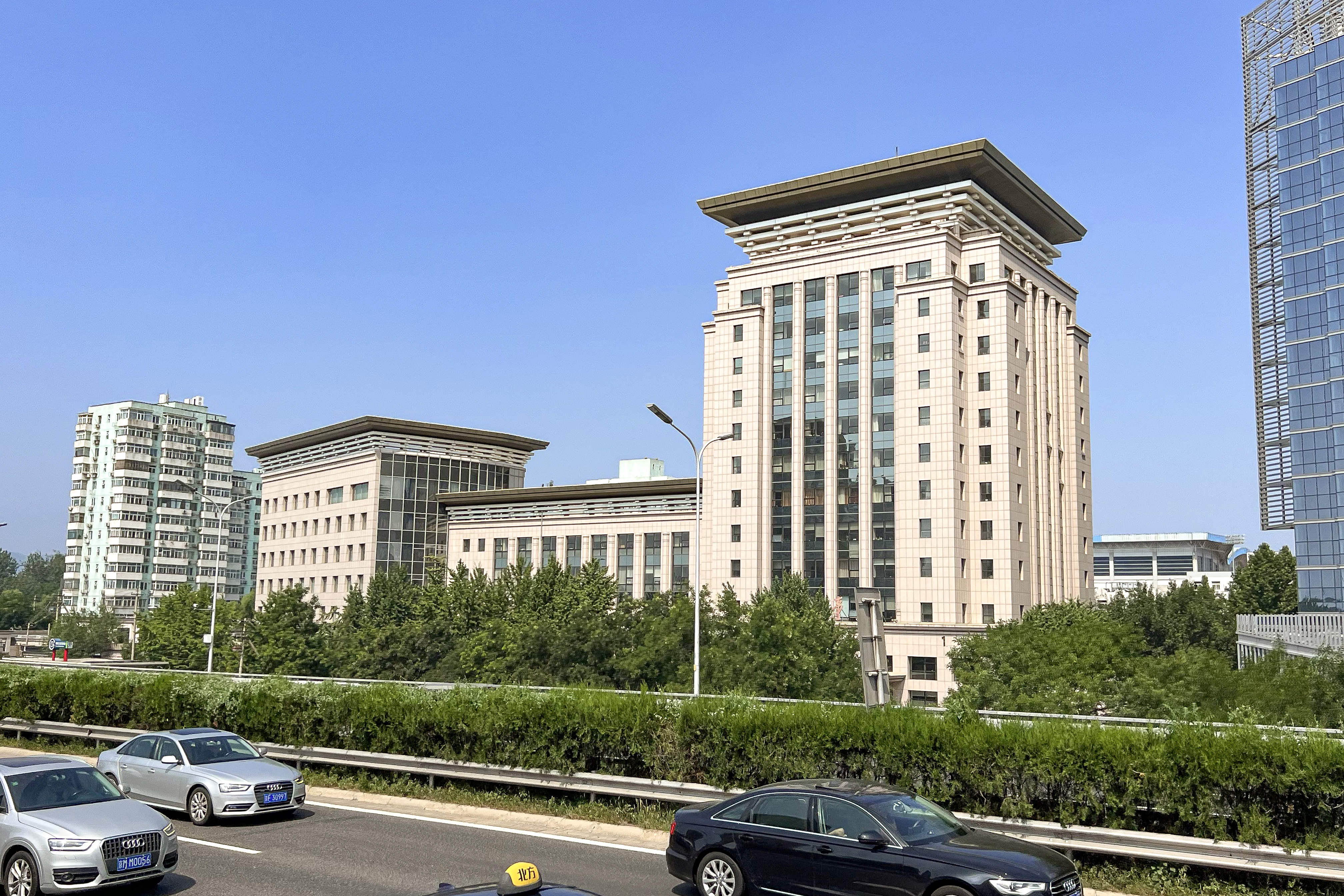
中央编译出版社北四环西路69号社址

中央編譯出版社（英文：Central Compilation & Translation Press, CCTP）是隶属于中共中央党史和文献研究院的中央级社会科学类专业出版社，成立于1993年9月，主要出版党与国家重要文献以及党史研究对外翻译成果，马克思主义著作编译、研究和宣传普及成果及社會科學前沿著作的編譯事務。2009年，被国家新聞出版總署评为“國家一級出版社”，授予“全國百佳出版單位”稱號。